# Zsana
Zsana è un comune dell'Ungheria di 875 abitanti (dati 2005). È situato nella contea di Bács-Kiskun.